# Benny Berthet
Pour les articles homonymes, voir Berthet.
Benjamin Berthet, dit Benny Berthet, né le 18 septembre 1910 à New York et mort le 20 janvier 1981 dans le 10e arrondissement de Paris, est un joueur de tennis franco-américain, capitaine de l'équipe de France de Coupe Davis dans les années 1950 et 1960.

## Biographie
Benny Berthet est né à New York, fils d'un émigré juif polonais ayant francisé son nom. Il arrive en France à 9 ans. Il est classé en 1re série à partir de 1931 et devient à son meilleur niveau n°8 français. Avant la Guerre, il exerce la profession de bijoutier.
Mobilisé pendant la Seconde Guerre mondiale, il est fait prisonnier en 1941. Il passe quatre ans dans l'Oflag IV-D en Saxe et va construire avec ses codétenus des courts de tennis afin d'organiser des tournois.
Il est en 1973 à l'origine du partenariat entre BNP Paribas et Roland-Garros. Propriétaire d'un immeuble sur les Champs-Élysées, il en cède une partie au profit de l'ATP afin d'y installer les locaux de la branche Europe, fondée par Pierre Darmon et Jack Kramer. Il a été jusqu'à sa mort secrétaire général de l'International Lawn Tennis Club de France.
Atteint d'un cancer, il décide de créer en 1977 une journée consacrée à des matchs d'exhibition à Roland-Garros, dont le but est de reverser les profits à des œuvres caritatives. Organisée chaque année, elle est nommée journée Benny-Berthet à partir de 1981 et se déroule le samedi après-midi précédant le début du tournoi. Elle est désormais connue sous le nom de Journée des Enfants de Roland-Garros. En 2006, Roger Federer, Rafael Nadal, Marat Safin, Amélie Mauresmo, Gaël Monfils, Richard Gasquet, Andy Murray, Mats Wilander, Henri Leconte et Cédric Pioline avaient permis de réunir plus de 241 000€. Les associations bénéficiaires en 2008 étaient Le Comité de Paris de La Ligue nationale contre le cancer, Sidaction, Vaincre la mucoviscidose, Fête le Mur et Tennis en Liberté.
Enterré au cimetière de Bagneux, ses funérailles rassemblèrent une foule nombreuse parmi laquelle figurait Jacques Chaban-Delmas et les joueurs de tennis Pierre Darmon et François Jauffret.

## Carrière
Il fait partie des joueurs ayant le plus participé au tournoi de Roland-Garros. Il compte en effet à son actif 18 participation de 1929 à 1938 et de 1946 à 1955. Il parvient jusqu'en quart de finale en 1931 contre Jean Borotra après avoir éliminé Louis Raymond et Jean Le Sueur. En 1932, il est demi-finaliste des Championnats de France en salle.
Il a participé au tournoi de Wimbledon en 1931 et 1950 arriver à dépasser le 1er tour.
Capitaine de l'équipe de France de Coupe Davis pendant 11 années de 1955 à 1965 (seul Guy Forget avec 14 années y a passé plus de temps), il amène son équipe en finale de zone Europe en 1964 avec Pierre Darmon, Pierre Barthes, François Jauffret et Jean-Noël Grinda. La France perd contre la Suède 4-1.

### Titre en simple
- 1931 : Championnat de Pologne, bat Ignacy Tłoczyński (4-6, 6-3, 6-4, 9-11, 9-7)

### Finales en simples
- 1931 : San Remo, battu par Jean Le Sueur (8-6, 7-5, 1-6, 1-6, 6-2)
- 1931 : Cannes, battu par George Lyttleton-Rogers (6-0, 6-4, 6-4)